# Ciske de Rat (musical)
Ciske de Rat is een musical over de trilogie Ciske van de schrijver Piet Bakker. Van 3 oktober 2007 tot en met 29 november 2009 was deze musical van Stage Entertainment in verschillende Nederlandse en Vlaamse theaters te zien. In 2016 begon een nieuwe tournee.
Henny Vrienten schreef de muziek voor deze musical. André Breedland schreef het script en de liedteksten en maakte samen met Maurice Wijnen de bewerking.

## 2007-2009
De regie was in handen van Paul Eenens. Danny de Munk speelde de rol van de volwassen Cis. Andere rollen waren voor Marjolijn Touw als ma Vrijmoeth, Hajo Bruins als vader Frans Vrijmoeth, Hugo Haenen als meester Bruis, Sjoerd Pleijsier als Maatsuyker, Marleen van der Loo als Suus (vrouw van Bruis) en Mariska van Kolck als tante Jans. De kleine Ciske werd afwisselend gespeeld door een groep van ongeveer vijftien kinderen. Bij de première werd hij gespeeld door Dave Dekker.
Op 5 oktober 2007 ging de musical in Koninklijk Theater Carré in première, na een maand van try-outs in theater Het Park (Hoorn) en in Carré. De landelijke kranten waren unaniem positief over de voorstelling en op de website van de producent was te lezen dat Ciske de Rat de succesvolste reizende musicalproductie in de Nederlandse geschiedenis was. Op het John Kraaijkamp Musical Awards-gala dat op 2 juni 2008 plaatsvond, was de musical dertienmaal genomineerd en won het een recordaantal van zeven prijzen. De voorstelling werd driemaal genomineerd voor de ANWB publieksprijs (2008, 2009 en 2010).
Ciske de Rat speelde twee seizoenen in de grotere theaters van Nederland en stond enkele maanden in de RAI in Amsterdam. De voorstelling eindigde haar tournee in het Fortis Circustheater te Scheveningen, waar zij vanaf juni 2009 tot en met 29 november 2009 werd opgevoerd.

## 2016-2017
Vanaf 20 november 2016 was de musical terug op de planken, wederom met Danny de Munk als Cis de Man. De overige rollen worden vertolkt door Ellen Evers (Ma Vrijmoeth), Bas Keijzer (Frans Vrijmoeth), Brigitte Nijman (Tante Jans), Ad Knippels (Meester Bruijs), Sophie Veldhuizen (Suus Bruijs), Ger Otte (Maatsuyker) en Boris van der Ham (Muysken). Bij de perspresentatie op 25 mei 2016 werd de rol van kleine Ciske vertolkt door Matheu Hinzen, die eerder te zien was in de film Bloed, zweet & tranen. De musical ging op 20 november 2016 in première in theater DeLaMar in Amsterdam.
Tijdens de jaarlijkse Musical Awards Gala op 12 januari 2017 won de productie de prijs voor beste grote musical 2017 en won Silver Metz de prijs voor aanstormend talent.

## Nummers uit de musical
Akte I
- Niets te kiezen - ensemble
- Er is altijd wat met Ciske de Rat - Maatsuyker, Juffrouw Tedema, Jorisse, ensemble
- Amsterdam, hé pak me dan - Cis, ensemble
- Amsterdam, hé pak me dan (reprise) - Ciske
- Het leed dat moeder heet - Vader en Moeder Vrijmoeth, Tante Chris, Ciske
- Artis in september - Cis, Vader Vrijmoeth, Tante Jans, Ciske, ensemble
- Geknecht en gekooid - Cis, Vader Vrijmoeth, Tante Jans, Ciske, ensemble
- Breekbaar - Meester Bruijs, Suus Bruijs
- Later - Cis, Meester Bruijs, Ciske, Dorus, Jantje, Betje, kinderen, ensemble
- Niet weggelegd voor mij - Vader Vrijmoeth, Tante Jans, ensemble
- Betje - Cis, Bet
- Er is altijd wat met Ciske de Rat (reprise) - Ciske, Vader Vrijmoeth, Meester Bruijs, Tante Jans, Muysken, Maatsuyker, Jantje, Ouders Verkerk
- Avondschemering - Ciske, kinderen, ensemble
- 't Is voor je bestwil - Vader en Moeder Vrijmoeth, Meester Bruijs, Tante Jans, Muysken, Henri, Ciske, ensemble
- Een lampje voor de nacht - Meester Bruijs, Suus Bruijs
- Ik voel me zo verdomd alleen - Cis, Ciske
- Die ene seconde - Cis, Ciske, Vader en Moeder Vrijmoeth, Tante Jans, Muysken, Henri, Ensemble

Akte II
- Soldatenlied - Cis, Meester Bruijs, Jan Verkerk, soldaten
- Moederhart - Cis, Meester Bruijs, Jan Verkerk, soldaten
- Wat heb ik gedaan - Cis, Vader Vrijmoeth, Meester Bruijs, Tante Jans, Suus Bruijs, ensemble
- Edelachtbare - Cis, Ciske, Vader Vrijmoeth, Meester Bruijs, Tante Jans, Muysken, Maatsuyker, Henri, ensemble
- Lampje voor de nacht (reprise) - Cis, Ciske, Vader Vrijmoeth, Meester Bruijs, Tante Jans, Muysken, Maatsuyker, Henri, ensemble
- Ochtendgloren - Ciske, Arnoldi, Betje, kinderen, ensemble
- De handen uit de mouwen - Vader Vrijmoeth, Tante Jans, ensemble
- Betje (reprise) - Cis, Meester Bruijs, soldaten
- Streepjes op de muur 1 - Vader Vrijmoeth, Tante Jans, De Goey, Ciske, Arnoldi, kinderen
- Streepjes op de muur 2 - Ciske, De Goey, Arnoldi, Blockzijl, kinderen
- Streepjes op de muur 3 - Muysken, De Goey, Ciske, kinderen
- Pierement - Vader Vrijmoeth, Tante Jans, Meester Bruijs, Suus Bruijs, Muysken, De Goey, Ciske, Dries, ensemble
- Soldatenlied (reprise) - Cis, Meester Bruijs, soldaten
- Oorlog in mij - Cis
- Gebroken - Suus Bruijs, Bet, soldaten, ensemble
- Een teken van leven - Cis, Ciske, Vader Vrijmoeth, Meester Bruijs, Tante Jans, Suus Bruijs, Bet
- Ciske Héé Ciske - Cis, kleine Ciske, alleen in de productie van 2016 ter eerbetoon aan Danny de Munk
- Amsterdam, hé pak me dan (reprise) - Cis, Muysken, De Goey, Ciske, Bet, ensemble

## Rolverdeling

### Volwassen cast
| Rol                      | 2007/2008           | 2008/2009                                  | Verlenging Circustheater juni t/m november 2009   | 2016/2017                           |
| ------------------------ | ------------------- | ------------------------------------------ | ------------------------------------------------- | ----------------------------------- |
| Cis de Man               | Danny de Munk       | Danny de Munk, Jorge Verkroost (alternate) | Danny de Munk, Jorge Verkroost, Quincy Schellevis | Danny de Munk                       |
| Meester Bruijs           | Hugo Haenen         | Hugo Haenen                                | Hugo Haenen                                       | Ad Knippels                         |
| Vader Frans Vrijmoeth    | Hajo Bruins         | Hajo Bruins, Frans van Deursen*            | Kees Boot                                         | Bas Keijzer                         |
| Tante Jans               | Mariska van Kolck   | Mylène d'Anjou, Mariska van Kolck*         | Mariska van Kolck, Marleen van der Loo*           | Brigitte Nijman                     |
| Moeder Marie Vrijmoeth   | Marjolijn Touw      | Marjolijn Touw                             | Marjolijn Touw                                    | Ellen Evers                         |
| Suus Bruijs              | Marleen van der Loo | Maaike Schuurmans                          | Jennifer van Brenk                                | Sophie Veldhuizen                   |
| Kinderinspecteur Muysken | Ad Knippels         | Ad Knippels                                | Jorrit Ruijs                                      | Boris van der Ham*, Wouter van Oord |
| Bovenmeester Maatsuyker  | Sjoerd Pleijsier    | Sjoerd Pleijsier, Peter Reijn*             | Peter Reijn                                       | Ger Otte                            |
| Oom Henri                | Ids van der Krieke  | Ids van der Krieke                         | Ids van der Krieke                                | Ger Otte                            |
| Bet(je)                  | Jacobien Elffers    | Jacobien Elffers, Manon Novak*             | Manon Novak, Jacobien Elffers*                    | Babeth van der Zalm                 |
| Pater de Goey            | Ger Otte            | Ger Otte                                   | Ger Otte                                          | Raymond Kurvers                     |
| Jan Verkerk              | Jorge Verkroost     | Jorge Verkroost, Jurgen Stein*             | Jurgen Stein                                      | Job Bovelander                      |

- Jasper Kerkhof verliet per seizoen 2008/2009 de productie. Echter, door blessures van zowel Jorge Verkroost als Danny de Munk speelde Kerkhof zes keer de rol van Cis de Man.
- Frans van Deursen speelde vanaf december 2008 de rol van vader Frans Vrijmoeth en verving daarmee Hajo Bruins.
- Mariska van Kolck hernam de rol van Tante Jans in januari 2009 en nam deze over van Mylène d'Anjou.
- Marleen van der Loo speelde vanaf september 2009 de rol van Tante Jans en verving daarmee Mariska van Kolck.
- Paul Disbergen nam het in september 2009 van Aernout Pleket over als understudy Muysken.
- Peter Reijn speelde vanaf december 2008 de rol van Maatsuyker en verving daarmee Sjoerd Pleijsier.
- Manon Novak speelde vanaf maart 2009 de rol van Bet en verving daarmee Jacobien Elffers.
- Jacobien Elffers hernam de rol van Bet in oktober 2009 en verving daarmee Manon Novak.
- Armand Pol nam het in april 2009 van Marijn Brouwers over als understudy Pater de Goey.
- Jurgen Stein speelde vanaf april 2009 de rol van Jan Verkerk, omdat Jorge Verkroost alternate Cis de Man was geworden.
- Boris van der Ham stopte op 27 februari 2017.

### Ciskes (2007 tot 2009)
- Dave Dekker (Dekker speelde de première; laatste show 29 mei 2009)
- Mitch Blaauw (voortijdig gestopt in 2007 wegens stemproblemen)
- Adriaan van Maurik (laatste show 17 februari 2008)
- Pim van Drunen (laatste show 25 april 2008)
- Flemming Viguurs (laatste show 15 juni 2008)
- Tim Koper (laatste show 4 februari 2009)
- Lorenzo Visser (laatste show 22 maart 2009)
- Sam Leijten (laatste show 2 mei 2009)
- Kaj van der Voort (laatste show 19 mei 2009)
- Samuel Polak (laatste show 27 juni 2009)
- Gijs Blom (laatste show 6 augustus 2009)
- Brenn Luiten (laatste show 9 augustus 2009)
- Menno Frank (laatste show 12 september 2009)
- Brian Barnett (laatste show 3 oktober 2009)
- Dioni Jurado (laatste show 24 november 2009)
- Donny de Koning (laatste show 26 november 2009)
- Machiel Verbeek (laatste show 28 november 2009)
- Cas van Leeuwen (laatste show 29 november 2009)

### Kindercast (2007 tot 2009)
De kindercast was onderverdeeld in verschillende regio's, waaronder de regio's Noord, Oost, Scheveningen & Amsterdam.

### Ciskes (2016-2017)
- Silver Metz (Metz speelde de première in het DeLaMar Theater en speelde ook op de tournee)
- Matheu Hinzen (speelde alleen op de tournee)
- Mats van Heusden (speelde alleen in het DeLaMar Theater)
- Viggo Neijs (speelde in het DeLaMar Theater en op de tournee)
- Rogier Baris (speelde alleen in het DeLaMar Theater)
- Roemer Vonk (speelde alleen in het DeLaMar Theater)
- Jules Vosmaer (speelde in het DeLaMar Theater en op de tournee)
- Abel Priem (speelde alleen op de tournee)
- Steef van Wijk (speelde alleen op de tournee Ciske, in het DeLaMar Theater vertolkte hij de rol van Jantje Verkerk)
- Sem van der Horst (speelde alleen op de tournee)
- Wolf Kerpel (speelde alleen op de tournee)

## Trivia
- Er zijn ook een cd en dvd uitgekomen met een selectie van nummers uit de musical (op de dvd staat ook bonusmateriaal).
- In 2009 is ook een dvd uitgekomen van de AVRO met een registratie van de gehele musical en met de uitzendingen van "Krijg toch allemaal de kolere" waarin op zoek wordt gegaan naar de kleine Ciske.
- Ook in 2016 verscheen er een nieuw castalbum van de musical.

## Discografie

### Albums
| Album met eventuele hitnotering(en) in de Nederlandse Album Top 100 | Datum van verschijnen | Datum van binnenkomst | Hoogste positie | Aantal weken | Opmerkingen |
| ------------------------------------------------------------------- | --------------------- | --------------------- | --------------- | ------------ | ----------- |
| Ciske de Rat - De Musical                                           |                       | 17-11-2007            | 19              | 16           |             |